# 長谷川宗兵衛
長谷川 宗兵衛（はせがわ そうべえ、生年不詳 - 万治3年（1660年））は、江戸時代の加賀藩士。2代目越中国境関所奉行。名は吉久。
加賀藩には他国との縁組禁止の掟があったが、娘を密かに隣接する越後国市振に嫁がせた。これは隣国越後に不穏な動きがある時に備えて情勢を知ろうという願い一心であったことを、前田利常は承知していたという。しかしこの事が父の家督を相続していた藩主前田光高の耳に達し、掟を犯したことを咎められた。万治3年（1660年）夏、宗兵衛と長男、次男に切腹の沙汰を下された。また、三男の宗吉は5歳であったため、僧院に匿われたが見つかって斬罪になった。村人は、哀れんで地蔵を建立し、命日と盆に供養した。長谷川地蔵と呼ばれ、その地蔵は現在も朝日町護国寺にある。